# Bathylagidae
De vissenfamilie kleinbekken (Bathylagidae) behoort tot de Spieringachtigen (Osmeriformes).
Het zijn zoutwatervissen in diepe wateren verspreid over de oceanen, tot een diepte van 1.500 meter. Het zijn kleine vissen, die tot 25 centimeter lang kunnen groeien. Ze voeden zich met plankton, voornamelijk krill.

## Lijst van geslachten
- Bathylagichthys Kobyliansky, 1986
- Bathylagoides Whitley, 1951
- Bathylagus Günther, 1878
- Dolicholagus Kobyliansky, 1986
- Leuroglossus C. H. Gilbert, 1890
- Lipolagus Kobyliansky, 1986
- Melanolagus Kobyliansky, 1986
- Pseudobathylagus Kobyliansky, 1986